# LRCOL1
LRCOL1 (англ. Leucine rich colipase like 1) – білок, який кодується однойменним геном, розташованим у людей на 12-й хромосомі. Довжина поліпептидного ланцюга білка становить 159 амінокислот, а молекулярна маса — 17 834.
| 10         |  | 20         |  | 30         |  | 40         |  | 50         |
| ---------- |  | ---------- |  | ---------- |  | ---------- |  | ---------- |
| MAGPGWTLLL |  | LLLLLLLLGS |  | MAGYGPQKKL |  | NLSHKGIGEP |  | CRRHEECQSN |
| CCTINSLAPH |  | TLCTPKTIFL |  | QCLPWRKPNG |  | YRCSHDSECQ |  | SSCCVRNNSP |
| QELCTPQSVF |  | LQCVPWRKPN |  | GDFCSSHQEC |  | HSQCCIQLRE |  | YSPFRCIPRT |
| GILAQCLPL  |  |            |  |            |  |            |  |            |

A: Аланін

C: Цистеїн

D: Аспарагінова кислота

E: Глутамінова кислота

F: Фенілаланін

G: Гліцин

H: Гістидин

I: Ізолейцин

K: Лізин

L: Лейцин

M: Метіонін

N: Аспарагін

P: Пролін

Q: Глутамін

R: Аргінін

S: Серин

T: Треонін

V: Валін

W: Триптофан